# 康斯坦丁·緬紹夫
康斯坦丁·緬紹夫（俄语：Константин Александрович Меньшов；1983年2月23日—）是一位俄羅斯花樣滑冰運動員。他是2014年歐洲花樣滑冰錦標賽的銀牌得主。在2011年，他贏得了俄羅斯全國冠軍。他出生在列寧格勒。